# 小行星4030
小行星4030（4030 Archenhold）是一颗绕太阳运转的小行星，为主小行星带小行星。该小行星于1984年3月2日发现。

## 轨道参数
小行星4030的轨道半长轴为2.4596074 UA，离心率为0.094。